# Sérail (film)
Pour les articles homonymes, voir Sérail (homonymie).
Pour plus de détails, voir Fiche technique et Distribution.
Sérail est un film français réalisé par Eduardo de Gregorio et sorti en 1976.

## Synopsis
Eric Sange, écrivain britannique à succès, à la recherche d'une maison à acheter dans la campagne française pour y écrire le roman que son éditeur lui a commandé, est séduit par l'étrangeté d'une vieille et grande demeure et par Ariane, la blonde et charmeuse propriétaire qui l'accueille.
Lorsqu'il revient le lendemain, il est reçu par Agathe, jeune et jolie brune, et sa domestique Céleste qui ignorent tout de la prétendue propriétaire qui l'a reçu la veille.
Loin de le dissuader, ce mystère l'inspire pour son roman et, concluant l'achat, il emménage immédiatement, son imagination l'amenant à croire que les séduisantes occupantes sont des entités enchaînées à la maison. La sensualité qui règne dans la demeure prend le pas sur son inspiration jusqu'à ce qu'il découvre qu'il est victime d'une supercherie organisée par Céleste avec la participation de deux comédiennes engagées pour la circonstance. Eric n'est pas au bout de ses surprises lorsque « ses femmes » quittent la maison et que celle-ci le retient prisonnier.

## Thèmes et contexte
Une des rares incursions de la production cinématographique française dans le domaine de l'étrange, première réalisation du cinéaste argentin Eduardo de Gregorio qui œuvre dans l'univers du fantastique poétique similaire à celui de son confrère Raoul Ruiz.

## Fiche technique
- Titre original : Sérail
- Réalisation : Eduardo de Gregorio
- Scénario : Eduardo de Gregorio
- Dialogues : Eduardo de Gregorio
- Dialogues anglais : Michael Graham
- Assistantes-réalisation : Claire Denis et Paule Zajdermann
- Musique : Michel Portal
- Photographie : Ricardo Aronovich
- Son : Paul Lainé
- Montage : Alberto Yaccelini
- Décors : Éric Simon
- Costumes : Christian Gasc
- Photographe de plateau : Juan Quirno
- Pays d'origine :  France
- Langues de tournage : anglais, français
- Année production : 1975
- Producteurs : Hubert Niogret, Hugo Santiago, Jacques Zajdermann
- Sociétés de production : INA (France), Filmoblic (France), Open Films (France)
- Sociétés de distribution : Aurore Édition (France), Hors-Champ (France), Shelltrie Distribution (France)
- Format : couleur par Eastmancolor — 35 mm — 2.35:1 Panavision — monophonique
- Genre : fantastique, comédie dramatique
- Durée : 88 minutes
- Date de sortie :  9 juin 1976
- (fr) Mentions CNC : interdit aux -12 ans, Art et Essai (visa d'exploitation no 45213	délivré le 22 juin 1976)

## Distribution
- Leslie Caron : Céleste
- Bulle Ogier : Ariane
- Marie-France Pisier : Agathe
- Corin Redgrave[1] : Eric Sange
- Marilyn Jones : Berthe, la serveuse
- Pierre Baudry : le patron du bar